# Анна Мария де Бурбон
Анна-Мария Виктуар де Бурбон-Конде (фр. Anne Marie Victoire de Bourbon, 11 августа 1675, Отель Конде — 23 октября 1700, Замок д’Аньер) — французская принцесса крови из дома принцев Конде, дочь Генриха III де Бурбон-Конде и его супруги Анны Генриетты Баварской.

## Биография
Родилась в 1675 году в Париже в отеле Конде. Была седьмым (и не последним) ребёнком принца и его жены, однако часть детей не дожили до взрослого возраста. Зимой семья обычно жила в отеле Конде, а летом — в замке Сен-Жермен-ан-Ле.
Анна-Мария отличалась миниатюрностью сложения, но при этом считалась более привлекательной девушкой, чем её младшие сёстры мадемуазель де Шароле (1676–1753) и мадемуазель де Монморанси (1678–1718).
Она была известна как мадемуазель Д’Энгиен до 1688 года, когда ее старшая сестра мадемуазель де Бурбон вышла замуж за принца Конти, двоюродного брата их отца. С тех пор Анна-Мария была известна как мадемуазель де Конде.  
Предполагалось устроить брак мадемуазель де Конти с Луи Огюстом де Бурбоном, герцогом Мэнским, однако он предпочёл её сестру, мадемуазель де Шароле, что очень огорчило принцессу. Тогда принцессе был предложен брак с немецким принцем Георгом Вильгельмом Ансбахским, сыном Иоганна Фридриха, маркграфа Бранденбург-Ансбахского и братом принцессы Каролины, в дальнейшем королевы Великобритании. Однако, ощущая себя преданной герцогом Мэнским, принцесса была безутешна. Она умерла в возрасте 25 лет так и не выйдя замуж.
Современники, в частности, герцог де Сен-Симон сожалели о ней. Сен-Симон писал, что у принцессы были прекрасное лицо и еще более прекрасная душа, её ум был развит, чувства возвышенны, что она была добра и благочестива. По словам Сен-Симона, о ней действительно сожалели все те, кто её знал.